# Triaenodes dusrus
Triaenodes dusrus är en nattsländeart som beskrevs av Schmid 1965. Triaenodes dusrus ingår i släktet Triaenodes och familjen långhornssländor. Inga underarter finns listade i Catalogue of Life.